# John Lesesne DeWitt

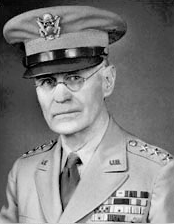
John Lesesne DeWitt

John Lesesne DeWitt (* 9. Januar 1880 in Fort Sidney, Nebraska; † 20. Juni 1962 in Washington, D.C.) war ein General der US Army. Er war im Zweiten Weltkrieg zuständig für die Internierung japanischstämmiger US-Amerikaner.
DeWitt diente im Ersten Weltkrieg als Quartiermeister des Generalstabs der 1. Armee. Am Ende des Krieges wurde er mit der Distinguished Service Medal ausgezeichnet.
Zwischen den Kriegen bekleidete DeWitt verschiedene Quartiermeisterstellen und war ab 1937 Kommandant des United States Army War Colleges. 1939 wurde er zum Generalleutnant befördert.
Im Zweiten Weltkrieg kommandierte DeWitt von 1939 bis 1943 das Western Defense Command, dem die 4. US-Armee unterstand. In dieser Zeit ordnete er die Internierung von 110.000 japanischstämmigen US-Amerikanern aus Washington, Oregon, Kalifornien und Arizona an, von denen 75 % in den USA geboren waren.
DeWitt überwachte auch die Kampfhandlungen auf den Aleuten, zwei dieser Inseln waren von der japanischen Armee besetzt worden.
Nach seiner Zeit an der Spitze des Western Defense Commands wurde DeWitt Kommandant des Army and Navy Staff Colleges in Washington. 1947 schied er aus der Armee aus.
DeWitt starb 1962 infolge eines Herzinfarktes und liegt auf dem Nationalfriedhof Arlington begraben.